# Moon Hee-joon
Moon Hee-joon (Hangul: 문희준; Seúl, 14 de marzo de 1978) es un cantante y compositor surcoreano firmado bajo SidusHQ. Es conocido por haber sido el líder del grupo masculino surcoreano H.O.T. bajo SM Entertainment.

## Biografía
Desde 2017 está casado con Park Hye-kyeong (también conocida como "Soyul"), la pareja tiene una hija, Moon Hee-yul.

## Carrera
En 2015, Moon firmó un contrato exclusivo con KOEN Stars.

### 1996–2001: H.O.T.
Siendo el segundo miembro en unirse a H.O.T. después de la audición, Moon hizo su debut como cantante como líder del grupo de chicos. El grupo debutó con su primer álbum, We Hate All Kinds of Violence en septiembre de 1996, que fue acusado de ser plagiado y se presentaron demandas contra ellos. A pesar de su controvertido debut, el grupo finalmente alcanzó la fama con su primer éxito, Candy y We Are the Future, que este último les ganó un premio MTV por Mejor Video Internacional. Durante su tiempo como parte del grupo, Moon compuso y escribió música para el grupo y junto con su compañero, Jang Woo-hyuk, a menudo coreografió la rutina de baile del grupo. A pesar del éxito de H.O.T., después de lanzar su último álbum, Outside Castle en septiembre de 2000, el grupo se disolvió en mayo de 2001.
2001–2005: Solista y Salida de SM Entertainment
Después de la disolución del grupo, Moon se quedó en S.M. Entretenimiento con Kangta, quien también formó parte de H.O.T., y debutó como solista. Moon intentó establecer una carrera de música rock con su primer álbum, Alone, pero recibió críticas del público. Su segundo álbum, Messiah, se tiñó de controversia ya que una de las canciones, Media, fue prohibida en las 3 estaciones de transmisión más importantes de Corea del Sur, por atacar a los medios de comunicación. Después del lanzamiento de su tercer álbum, Legend, en 2003, Moon lanzó The Best: Soaring for a Dream, su último álbum bajo S.M. Entretenimiento y creó su propia compañía, PS Entertainment. Después de que Moon lanzó su cuarto álbum, Triple X, se alistó en el ejército en 2005.
2006–2009: Servicio militar, SidusHQ y comeback.
Antes de ingresar en el ejército, Moon había firmado un contrato con SidusHQ y durante su tiempo en el ejército, fue el anfitrión de la transmisión del ejército coreano KFN "Music Talk Show", que recibió el reconocimiento de varios artistas coreanos. En 2008, Moon lanzó su quinto álbum, Special Album, que incluía canciones de H.O.T. álbumes anteriores. Moon lanzó su primer miniálbum, Last Cry, en 2009. En el mismo año, Moon apareció en la comedia Taehee, Hyegyo, Jihyun y tomó un descanso de la escena musical.
2010–presente: Otras actividades, Begins, HotSechgodRG
A pesar de estar ausente de la escena musical, Moon comenzó a alojar en varios programas variados, como Immortal Songs: Singing the Legend, 'Wide Celebrity News' de Mnet y otros programas. En 2013, Moon lanzó su segundo miniálbum, Begins, después de haber estado alejado de la escena musical durante 3 años. Fue lanzado el 18 de enero de 2013.
Moon, su compañero de banda Tony An y tres miembros de los grupos idolistas de la primera generación disueltos o inactivos Eun Ji-won de Sechs Kies, Danny Ahn de g.o.d y Chun Myung-hoon de NRG protagonizaron su propio programa televisivo de variopaturas Handsome Boys of the 20th Century . Había concebido la idea tras el éxito de Reply 1997 e invitó a los otros cuatro artistas, todos nacidos el mismo año (1978), a protagonizar una versión de realidad del programa. Llamaron a su "grupo" HOTSechgodRG, que se compone de cada uno de los nombres de los grupos de ídolos. Desde entonces, han aparecido en programas como Happy Together SBS's Running Man de KBS. Debido a la reunión del grupo de Eun, Sechs Kies y el grupo de Danny Ahn, g.o.d, no han aparecido como un grupo de cinco personas desde el programa de 2014, Where is my superhero?, que se emitió en OnStyle, debido a los horarios ocupados, pero siguen siendo amigos cercanos. El grupo, excepto Eun, se reunió más recientemente en la despedida de soltero de Moon que se mostró en el Mom's Diary - My Ugly Duckling, el reality show en el que participó Tony An.

## Filmografía

### Programas de variedades
| Año  | Título                           | Notas   |
| ---- | -------------------------------- | ------- |
| 2014 | Real Man Season 1 - Main Edition | miembro |